# أحمد صبري محمد
أحمد صبري محمد عبد الفتاح لاعب كرة قدم مصري في مركز الجناح الأيمن ، ويلعب حاليًا لنادي طلائع الجيش.